# Emballonura
Emballonura és un gènere de ratpenats de la família dels embal·lonúrids.

## Taxonomia
- Ratpenat de cua de beina de les Filipines (E. alecto)
- Ratpenat de cua de beina de Peter (E. atrata)
- Ratpenat de cua de beina de Beccari (E. beccarii)
- Ratpenat de cua de beina de l'illa Rennell (E. dianae)
- Ratpenat de cua de beina gros (E. furax)
- Ratpenat de cua de beina petit (E. monticola)
- Ratpenat de cua de beina de Raffray (E. raffrayana)
- Embal·lonura del Pacífic (E. semicaudata)
- Ratpenat de cua de beina de Seri (E. serii)